# ジャスティン・ガストン
ジャスティン・ガストン（Justin Michael Gaston、1988年8月12日 – ）は、アメリカ合衆国の俳優、モデル、歌手。

## 経歴
2006年、地元のルイジアナ州を離れ俳優業を目指す。当初はモデルとしてキャリアを積みクリスチャン・オードジェー、アディダス、インターナショナル・ジョック、ヒューゴ・ボスのモデルとして働いた。